# Cranichis galatea
Cranichis galatea är en orkidéart som beskrevs av Donald Dungan Dod. Cranichis galatea ingår i släktet Cranichis, och familjen orkidéer. Inga underarter finns listade i Catalogue of Life.